# 秋山庄太郎
秋山 庄太郎（あきやま しょうたろう、1920年〈大正9年〉6月8日 - 2003年〈平成15年〉1月16日）は、日本の写真家。
日本広告写真家協会名誉会長、日本写真家協会名誉会長、全日本写真連盟副会長、日本写真協会副会長、日本写真芸術専門学校初代校長、日本デザイナー学院校長を歴任。二科会写真部創立会員。
紫綬褒章、勲四等旭日小綬章受章。

## 経歴
中学生の時に好きな女の子ができ、その子の顔をいつも眺めていたかったためにカメラに興味を持ち、パーレットを買ってもらったが、使い方が難しく、ぶつけてタスキを曲げてしまいピントが出なくなってしまった。その次に入手したのはバルディで、中学の修学旅行にて奈良の若草山でススキが逆光に光るのを撮影し想像以上の良い写真ができたことから写真が面白くなり始めた。
第一早稲田高等学院に入学しカメラクラブに入ったが、他の人が四つ切りに伸ばしているのを見て、それまでキャビネまでしか伸ばしていなかったため競争にならず嫌気がさして酒浸りになり吐血して父親から勘当されそうになったが、ちょうどその頃父親の会社で経理部の社員が会社資金を横領しその社員の持ち物を差し押さえるという事件が起こり、その中に以前から欲しいと思っていたローライコードがあったので父親に頼んで買ってもらった。このローライコードはトリオターのF3.8つきだったという。また仲の良い級友がミノルタフレックスで撮影した写真が『写真文化』誌に掲載されたりして刺激を受け本格的に努力するようになった。
女性芸能人、花の写真を数多く手がけた。生涯の前半45歳頃までは主に女性のポートレイトを撮影していた。女性を撮影することについて冗談交じりに「そっくりに撮ると”変な顔”、倍くらい綺麗に撮って“少し満足”、ウソみたいに綺麗に撮るとやっと“ニッコリ”、なかなか感謝してもらえませんよ。」と話していたという。45歳以降は風景、人物や花を撮影することが多くなり、特に花の写真はライフワークとなった。
秋山は晩年、山形県米沢市にアトリエ「山粧亭」をかまえ、「山粧というのは紅葉のことをいうのだが、字解きをしていくと、山形の米沢の庄太郎の家ということになる」と語っていた。この縁により、秋山庄太郎記念米沢市写真文化賞が米沢市により主催されている。

## 略年譜
- 1920年（大正9年） - 東京市神田区（現・東京都千代田区神田）に生まれた。
- 1938年（昭和13年） - 旧制東京府立第八中学校（現：東京都立小山台高等学校）卒業、第一早稲田高等学院に入学し写真部に入った。
- 1943年（昭和18年） - 早稲田大学商学部を卒業し、東京田辺製薬に入社。大学卒業の記念に自費出版にて処女作品集『翳』を発表、この資金作りのため愛用のローライコードを手放した[1]。この年に召集され中国の戦地に赴いたが、この際『翳』を1冊持参し、そのことで殴られたこともあったが逆に「街の写真を撮って来い」とイコンタシックスを貸してくれる将校もいたという[1]。
- 1946年（昭和21年） - 終戦後6500円でローライフレックスを購入し、東京都京橋区銀座（現・中央区銀座）で稲村隆正らと写真館「秋山写真工房」を開設、これが本格的に写真家の世界に飛び込むきっかけにはなったが客は来なかった[1]。
- 1947年（昭和22年） - 借金が嵩み秋山写真工房を解散したが、この際ローライフレックスは25000円で売れたという[1]。林忠彦の推薦で近代映画社写真部に入社する。林・石津良介らと写真集団「銀龍社」を結成する。
- 1950年（昭和25年） - 日本写真家協会の創立会員となる。
- 1951年（昭和26年） - 近代映画社を退社し独立。フリーカメラマンとなる[2]。林忠彦と「二人展」（東京銀座・松島ギャラリー）を開き、注目を集めた。
- 1953年（昭和28年） - 林忠彦・早田雄二・大竹省二と共に二科会写真部の創立会員となった。
- 1955年（昭和30年） - 東京都港区麻布今井町（現・港区六本木）にスタジオを構え、原節子などの女優を中心に撮影した。
- 1958年（昭和33年） - 日本広告写真家協会創立会員となった。
- 1966年（昭和41年） - 日本写真専門学院（現・日本写真芸術専門学校）の講師となった。この頃より花の写真をメインに手がけるようになった。
- 1971年（昭和46年） - 株式会社秋山写真工房を設立し初代社長となった。日本広告写真家協会会長、日本写真家協会常務理事に就任した。
- 1972年（昭和47年） - 日本写真家協会監事となった。
- 1979年（昭和54年） - 日本写真専門学院の院長に就任。日本広告写真家協会会長を辞任し名誉会長となった。
- 1980年（昭和55年） - 「花の会」を高橋扶臣男らと結成し会長となった。
- 1982年（昭和57年） - 日本写真専門学院が日本写真芸術専門学校となり初代校長となった。
- 1986年（昭和61年） - 紫綬褒章を受章した。
- 1990年（平成2年）  - 日本写真家協会名誉会長となった。
- 1993年（平成5年）  - 勲四等旭日小綬章を受章した。
- 1994年（平成6年）  - 全日本写真連盟副会長に就任。日本デザイナー学院校長就任。
- 1997年（平成9年）  - 日本写真協会副会長に就任。
- 2003年（平成15年）1月16日 - 林忠彦賞の審査中に心筋梗塞[3]のため倒れ、東京都中央区の病院に搬送されたが、当日19時56分に死亡した。享年82。

## 逸話
発売されたばかりのコンタックスSを購入したが、購入3日目にタクシーに置き忘れてしまったという。

## 作品集
- 翳（自費出版　1943年）
- 美貌と裸婦（双藝社　1952年）
- おんな・おとこ・ヨーロッパ（文藝春秋新社　1960年）
- ヌード＆グラマー作品集（浪速書房　1963年）
- おんな（浪速書房　1965年）
- 花・女（主婦と生活社　1970年）
- 蝸牛の軌跡（日本カメラ社　1974年）
- おんな（美術版社　1976年）
- 作家の風貌―159人（美術出版社　1978年）
- 裸々裸々乱（朝日ソノラマ　1979年）
- 秋山庄太郎の千夜一夜（竹井出版　1981年）
- 秋山庄太郎　美女100人（日本写真企画　1981年）
- 昭和写真・全仕事　秋山庄太郎（朝日新聞社　1982年）
- 四季折々・花屏風（日本カメラ社　1982年）
- 四方の花・花宴（日本芸術出版社　1983年）
- 一隅の四季（日本芸術出版社　1985年）
- 花舞台（日本芸術出版社　1987年）
- 花の大歳時記（角川書店　1990年）
- 花逍遙―366日（日本芸術出版社　1993年）
- 和洋花譜―365日（婦人画報社　1994年）
- カメラひとつで飛び出して（文藝春秋　1995年）
- 薔薇よ!―Rose 365 （集英社　1997年）
- 花 Flowers Of The Stage（グリオ　1998年　CD-R）
- 秋山庄太郎自選集　女の素顔、花の表情、男の年輪　全3集（小学館　1999年）
- 秋山庄太郎60年の軌跡（秋山庄太郎展実行委員会　2000年）、など多数
- フラッシュバック―夏目雅子写真集　
※大倉舜二、長友健二、池谷朗、沢渡朔、藤井秀樹との合作　（アイネットワーク　2001年）
- 忘れな君　秋山庄太郎「歌劇」写真集（阪急コミュニケーションズ　2004年）、以下は遺著
- 写真家　秋山庄太郎「美の追憶」（秋山庄太郎事務所　2005年）

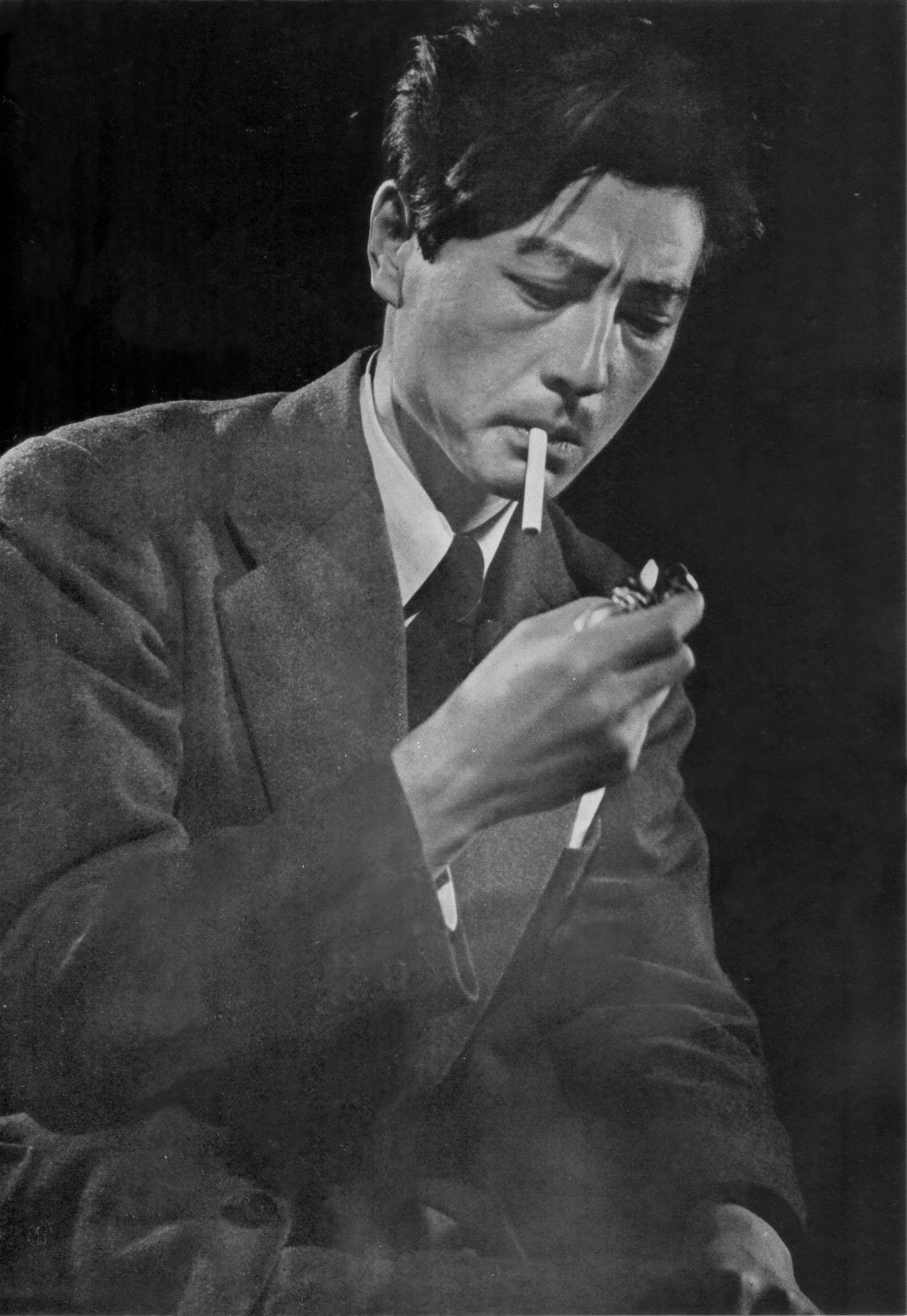
「習作 池部良」（1949年）
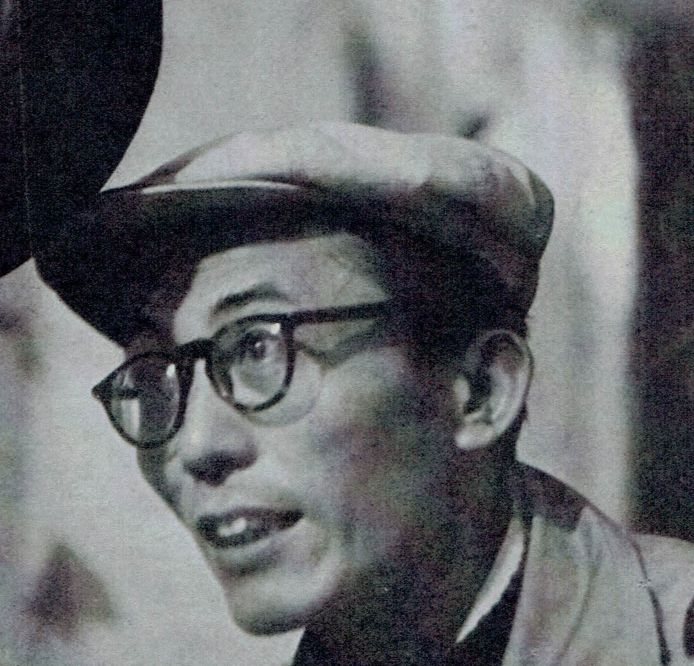
大庭秀雄（1953年）
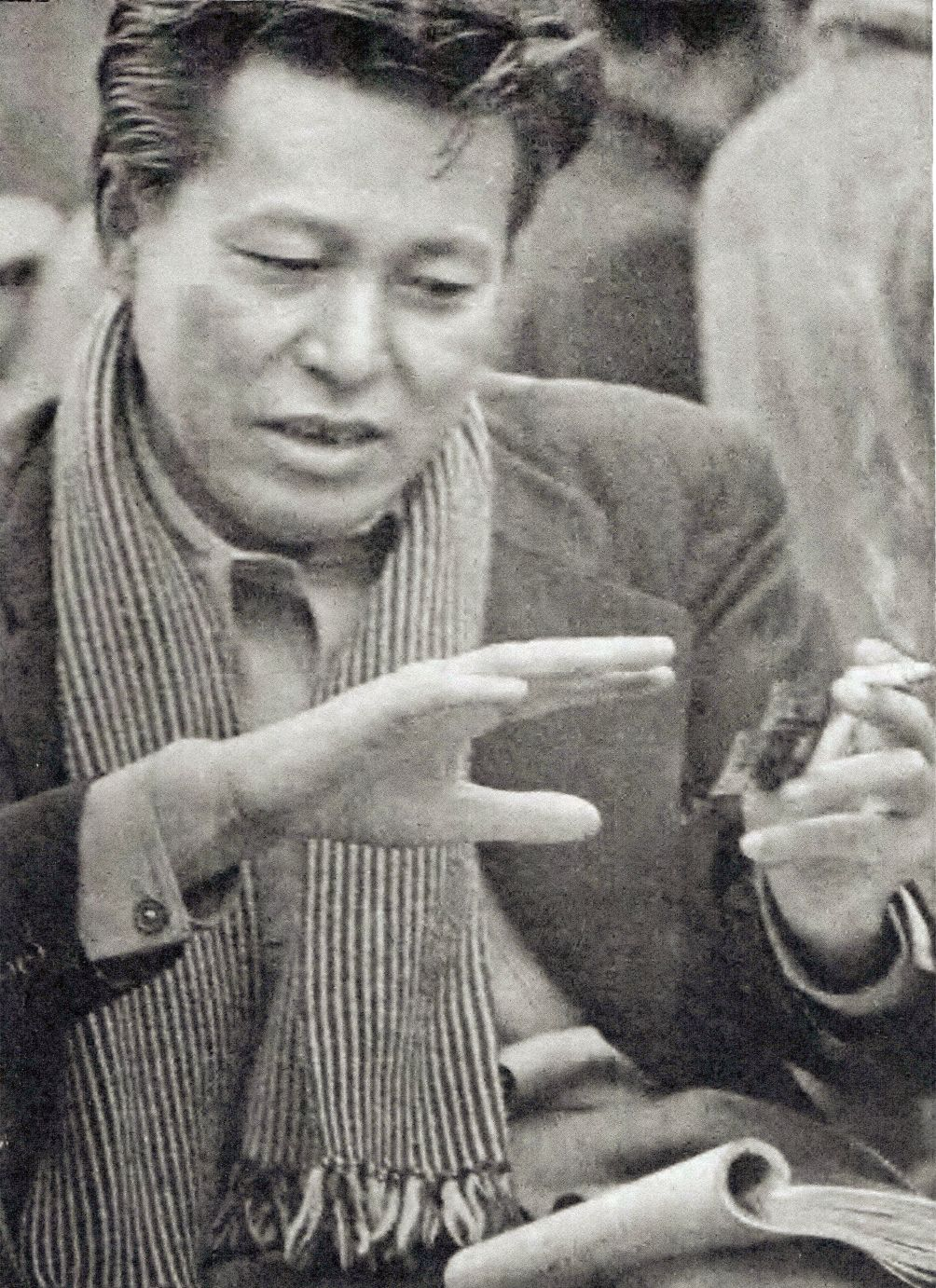
今井正（1953年）
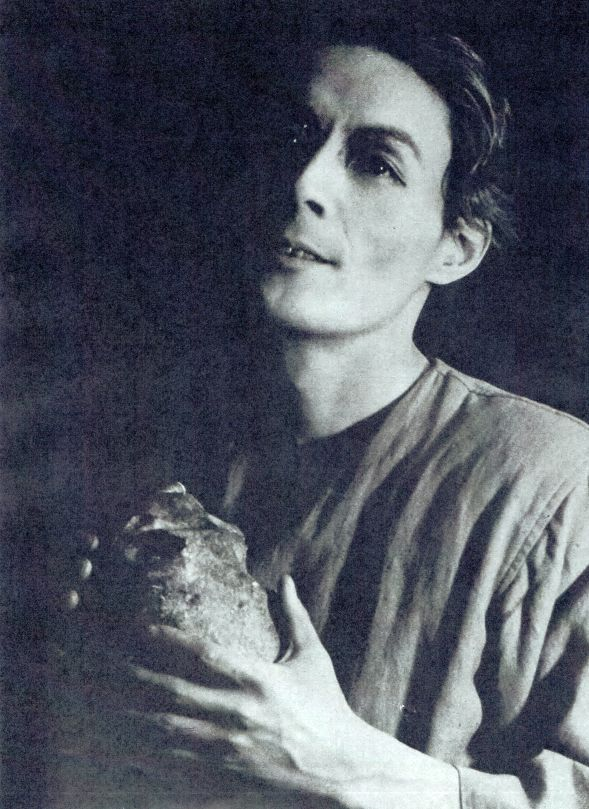
芥川比呂志(1955年)
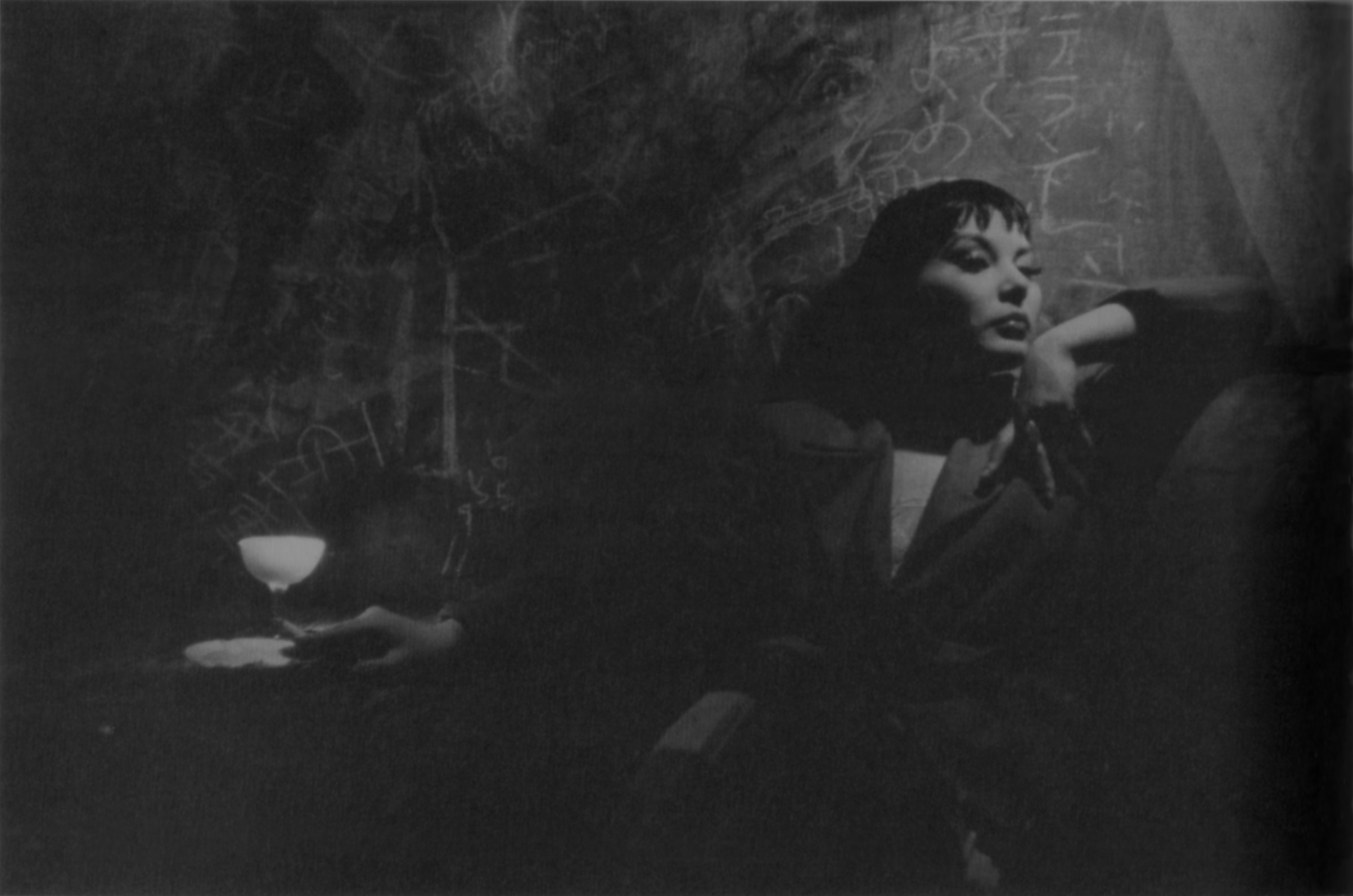
「ジプシー・ローズ」（1956年）

## 出演

### CM
- 松下電器産業 カラーテレビ・音声多重パナカラー魁（1980年、阿久悠と共演）[4]

## 評伝
- 山田一廣『冬の薔薇　写真家秋山庄太郎とその時代』神奈川新聞社、2006年